# Nitrobenzen
Nitrobenzen je organsko jedinjenje, koje sadrži 6 atoma ugljenika i ima molekulsku masu od 123,109 .
Nitrobenzen je najjednostavniji od nitrobenzena, sa hemijskom formulom C6H5NO2. To je bledo žuto ulje nerastvorljivo u vodi sa mirisom poput badema. Zamrzava se i daje zelenkasto-žute kristale. Proizvodi se u velikim količinama od benzena kao preteče anilina. U laboratoriji se povremeno koristi kao rastvarač, posebno za elektrofilne reagense.

## Istorija
Nitrobenzen je prvi izolovao Mičerlih 1834. godine i ima važnu ulogu u industriji. Komercijalno se prodaje kao veštačko ulje gorkih badema pod imenom mirban ulje.
Godine 1847., britanski hemičar Čarls Mensfild (1819-1855) prvi ga je patentirao i komercijalno proizveo za proizvodnju parfema pod imenom Ulje od smirne. Zbog svojih aromatičnih svojstava i mirisa nalik na badem, postao je jeftin esencijalni proizvod koji se koristi u kozmetičkim proizvodima kao što su kreme za ruke i lice i sapuni za domaćinstvo, pa čak i u slatkišima, marcipanima i likerima.

## Proizvodnja
Nitrobenzen se dobija nitrovanjem benzena mešavinom koncentrovane sumporne kiseline, vode i azotne kiseline. Ova mešavina se ponekad naziva "mešana kiselina". Proizvodnja nitrobenzena je jedan od najopasnijih procesa koji se odvija u hemijskoj industriji zbog egzotermnosti reakcije (Δ H = −117 kJ/mol).
Svetski kapacitet za nitrobenzen je 1985. iznosio oko 1.700.000 t (3,7×109 lb)
Proces nitracije uključuje formiranje nitronijum jona (NO2+), nakon čega sledi reakcija njegove elektrofilne aromatske supstitucije sa benzenom. Nitronijum jon se stvara reakcijom azotne kiseline i kiselog sredstva za dehidrataciju, a to je obično sumporna kiselina:
HNO3  +  H+ ⇌  NO2+  +  H2O
Nitrobenzen se proizvodi nitracijom benzena, prateći reakcioni mehanizam opisan na sledećoj slici.
Jon NO2+ neophodan za sintezu nitrobenzena može se dobiti počev od azotne kiseline, kojoj odgovara sledeća reakcija :
Da bi se dobio jon NO2+, reakcija mora biti katalizovana pomoću kiseline koja ima određenu specifičnu pKa vrednost različitu od one same azotne kiseline.
Jedna od metoda proizvodnje nitrobenzena je nitracija benzola upotrebom sulfonatne kiseline. Prvi korak se sastoji od protoniranja azotne kiseline:
{\displaystyle \mathrm {H_{2}SO_{4}+HNO_{3}\rightarrow HSO_{4}^{-}+H_{2}NO_{3}^{+}} }
Ovo je nestabilno i razdvaja:
{\displaystyle \mathrm {H_{2}NO_{3}^{+}\rightarrow H_{2}O+NO_{2}^{+}} }
Dobijeni katjon nitronijuma reaguje sa benzenom elektrofilnom aromatičnom supstitucijom :
{\displaystyle \mathrm {NO_{2}^{+}+C_{6}H_{6}\rightarrow C_{6}H_{5}NO_{2}+H^{+}} }
što omogućava dobijanje nitrobenzena. Preostali H+ jona koji reaguje sa HSO4− − jonima dobijenim tokom prvog koraka.
Proizvodnja nitrobenzena u Sjedinjenim Državama iznosila je 617.000 tona 1991. godine.

## Osobine
| Osobina                  | Vrednost |
| ------------------------ | -------- |
| Broj akceptora vodonika  | 2        |
| Broj donora vodonika     | 0        |
| Broj rotacionih veza     | 1        |
| Particioni koeficijent ( | 1,7      |
| Rastvorljivost (logS, log(mol/L))       | -1,8     |
| Polarna površina (PSA, Å2)  | 45,8     |

## Upotreba
Približno oko 95% industrijski proizvedenog nitrobenzena je hidrogenizovano u anilin:
C6H5NO2  +  3 H2  →   C6H5NH2  +  2 H2O
Anilin je prethodnik uretanskih polimera, hemikalija za gumu, pesticida, boja (posebno azo boja), eksploziva i farmaceutskih proizvoda.

### Specijalizovane aplikacije
Nitrobenzen se takođe koristi za maskiranje neprijatnih mirisa u cipele i sredstvima za poliranje podova, kožnim oblogama, rastvaračima za boje i drugim materijalima. Ponovnim destilovanjem, kao ulje od mirbana, nitrobenzen je korišćen kao jeftin parfem za sapune. Zamenjen je manje toksičnim hemikalijama za ovu svrhu. Značajno trgovačko tržište za nitrobenzen je njegova upotreba u proizvodnji analgetika paracetamola (takođe poznatog kao acetaminofen) (Mannsville 1991). Nitrobenzen se takođe koristi u Kerovim ćelijama, pošto ima neobično veliku Kerovu konstantu. Dokazi sugerišu njegovu upotrebu u poljoprivredi kao stimulans rasta/cvetanja biljaka.

### Organske reakcije
Osim što se može pretvoriti u anilin, nitrobenzen se može selektivno redukovati u azoksibenzen, azobenzen, nitrozobenzen, hidrazobenzen, i fenilhidroksilamin. Korišćen je kao blagi oksidant u reakcijama kao što je Skraupova sinteza kinolina.

## Bezbednost
Nitrobenzen je visoko toksičan (granična vrednost 5 mg/m³) i lako se apsorbuje kroz kožu.
Produžena izloženost može izazvati ozbiljna oštećenja centralnog nervnog sistema, oštetiti vid, uzrokovati oštećenje jetre ili bubrega, i izazvati anemiju i iritaciju pluća. Udisanje para može izazvati glavobolju, mučninu, umor, vrtoglavicu, cijanozu, slabost u rukama i nogama, a u retkim slučajevima može biti fatalno. Ulje se lako apsorbuje kroz kožu i može povećati broj otkucaja srca (puls), izazvati konvulzije ili retko smrt. Gutanje može na sličan način da izazove glavobolje, vrtoglavicu, mučninu, povraćanje i gastrointestinalnu iritaciju, gubitak osećaja/upotrebe u udovima i takođe izazove unutrašnje krvarenje.
Agencija za zaštitu životne sredine Sjedinjenih Država smatra nitrobenzen verovatnim kancerogenom za ljude, i IARC ga je klasifikovao kao kancerogen tipa 2B koji koji glasi: „verovatno kancerogen za ljude“. Pokazalo se da izaziva adenome i karcinome jetre, bubrega i štitne žlezde kod pacova.
Klasifikovan je kao izuzetno opasna supstanca u Sjedinjenim Državama kako je definisano u odeljku 302 američkog zakona o planiranju u vanrednim situacijama i pravu zajednice na obaveštenost (42 USC 11002), i podleže strogim zahtevima za izveštavanje od strane objekata koji je proizvode, skladište, ili ga koristiti u značajnim količinama.

## Popularno korišćenje u kulturi
- Kratka priča Entonija Berklija "The Avenging Chance" iz 1927. govori o savremenoj upotrebi nitrobenzena. Takođe je u središtu radnje u Berklijevom "Slučaju otrovne čokolade" iz 1929.
- U detektivskom romanu Nero Volfa iz 1937. godine Crvena kutija Reksa Stouta, osoba je ubijena tako što je nitrobenzen (koji se naziva i "esencija mirbana") prosuo po njoj u automobilu.
- U detektivskom romanu Tekumse Foksa iz 1941. Slomljena vaza Reksa Stouta, pokušava se ubistvo tako što je posuda sa nitrobenzenom pala na čoveka.
- U priči Džulijana Sajmonsa „Klub Deda Mraza“ iz 1960. godine, osoba je ubijena nitrobenzenom.

## Efekti na životnu sredinu i zdravlje
Čak i kratkotrajno izlaganje supstanci može izazvati negativne efekte u krvi, što dovodi do stvaranja methemoglobina, oblika crvene krvi koji ne učestvuju u prenosu kiseonika. Kao rezultat toga, izloženost može izazvati smanjenje nivoa svesti, čak i sa odloženim dejstvom. Dugotrajna ili ponovljena izloženost supstanci može dovesti do efekata u krvi, slezini i jetri. Nitrobenzen se može apsorbovati u telo udisanjem, kroz kožu ili gutanjem. Prema odluci Ministarstva rada 1044/91, nitrobenzen se smatra opasnošću po genetski materijal, fetus i reprodukciju. Supstanca je potencijalno opasna kancerogena jer može izazvati kancer kod ljudi.
Supstanca je takođe štetna za vodene organizme.

## Bibliografija
- Complete Dictionary of Scientific Biography - "Mansfield, Charles Blachford" (на језику: енглески). 2008.
- Weissermel, Klaus; Hans-Jürgen Arpe; Charlet R. Lindley (2003). Industrial organic chemistry (на језику: енглески) (4 изд.). Wiley-VCH. стр. 375—376. ISBN 3-527-30578-5.

## Literatura
- Clayden, Jonathan; Greeves, Nick; Warren, Stuart; Wothers, Peter (2001). Organic Chemistry (I изд.). Oxford University Press. ISBN 978-0-19-850346-0.
- Smith, Michael B.; March, Jerry (2007). Advanced Organic Chemistry: Reactions, Mechanisms, and Structure (6th изд.). New York: Wiley-Interscience. ISBN 0-471-72091-7.
- Katritzky A.R.; Pozharskii A.F. (2000). Handbook of Heterocyclic Chemistry (Second изд.). Academic Press. ISBN 0080429882.

## Dodatna literatura
- Aniline Production from Nitrobenzene
- Encyclopedia of Chemical Processing and Design
- Synthetic and Mechanistic Organic Electron Transfer Reactions
- Nitrobenzenes—Advances in Research and Application
- Information Technology and Agricultural Engineering
- Handbook of Commercial Catalysts: Heterogeneous Catalysts
- PubChem: Nitrobenzene (језик: енглески)
- Human Metabolome Database (HMDB): Nitrobenzene (језик: енглески)
- Toxin, Toxin Target Database (T3DB): Nitrobenzene (језик: енглески)
- Kyoto Encyclopedia of Genes and Genomes (KEGG): Nitrobenzene (језик: енглески)
- ChemBlink: Nitrobenzene (језик: енглески)

## Spoljašnje veze
- International Chemical Safety Card 0065
- NIOSH Pocket Guide to Chemical Hazards
- IARC Monograph: "Nitrobenzene"
- US EPA factsheet
- https://patents.google.com/patent/US9113628
- Fiche internationale de sécurité
- Fiche de sécurité INRS Архивирано на веб-сајту  (25. октобар 2005)